# Moreda de Aller
Moreda de Aller est une localité espagnole et une paroisse civile de la commune d'Aller où habitent environ 4 840 personnes (INE 2011) dans la zone méridionale montagneuse (300 mètres d'altitude) des Asturies centrales, se situant à la limite nord de Mieres.
Les différentes zones paroissiales de la commune (concejo) de Aller sont :
Bello - Boo - Cabañaquinta - Caborana - Casomera - Conforcos - Cuérigo - El Pino - Llamas - Moreda - Murias - Nembra - Pelúgano - Piñeres - Santibáñez de la Fuente - Serrapio - Soto - Vega.
Depuis 2023, le maire de Aller est Juan Carlos Iglesias García (PSOE). 

## Histoire
À Moreda, il y avait une chapelle, à la place de l'église paroissiale actuelle, depuis le XIVe siècle, et l'existence d'un monastère, Santa Eugenia, au Moyen Âge. Le procès-verbal du concile d'Oviedo célébré en l'an 1115, enregistre la présence de représentants d'Aller. 
En 1808, dans le domaine de Miravalles, les Allerans déclarent la guerre aux Français. Et en 1869, la capitale passa à Cabañaquinta. 
Cependant, c'est à partir du XIXe siècle, avec le début de l'exploitation minière, que le développement de la commune devient remarquable. Avec l'arrivée de l'extraction du charbon. Hullera Española a été créée en 1892 par Claudio López Bru, deuxième marquis de Comillas, pour exploiter les mines de charbon acquises par son père Antonio López (un marchand d'esclaves qui fit fortune à Cuba et qui reçoit un titre nobilaire par Alphonse XII en 1878) sur la rivière Aller. À peine trentenaire, il dirigeait toutes les entreprises que son père avait créées, au premier rang desquelles la Compañia General de Tabacos de Filipinas et Ferrocarriles del Norte. Dans les années suivantes, Claudio lui-même agrandira le domaine de son père, avec la compagnie charbonnière Hullera Española, Banca López Bru, Constructora Naval et Banco Vitalicio. Avec la résurgence de l'exploitation minière, Moreda change de visage et entame son évolution industrielle. Le Marquis de Comillas construit les premières installations extractives,.
Ce n'est que dans les années 1940 que Hullera a commencé à passer de l'exploitation minière de montagne aux puits de mine verticaux, encouragée par le contexte autarcique favorable de la dictature militaire, toujours proche du business minier. Cela lui a permis de poursuivre sa pratique de compenser le manque de réinvestissement du capital par le travail d'une classe ouvrière vaincue et craignant la triade rigide de Franco : Entreprise, État et Église. Le second marquis imposa des règles morales strictes dans ce qui servait de fief. Il traduisit son propre caractère pieux exacerbé dans le plus pur style de la bourgeoisie espagnole. Là, le contrôle clérical était absolu, et a conduit Hullera à être nommé « El Coto de Dios » (la réserve de Dieu).

## Activités
Sa première activité économique est l'exploitation du charbon qui s'y est très développée par le passé. La ville possède toujours un puits d'exploitation de minerai, el pozo San Antonio, exploité par l'entreprise HUNOSA. En 1960, 5 050 personnes travaillaient dans les mines. Moreda possédait de nombreux commerces, cinéma et théâtre, écoles, etc.. La diminution de la production et de l'exploitation du charbon et l'expansion de l'industrie, entraîna une baisse de l'emploi dans la région, d'où l'émigration vers d'autres pays européens. Fortement touchée par le déclin de l'exploitation minière, des revendications appelant à une amélioration des services et de la qualité résidentielle comme étape préalable au repeuplement des jeunes de la commune. 
Le village offre actuellement une variété gastronomique typique de plats de chasse, de produits de la pêche, et des desserts gastronomiques comme le panchon et les casadielles.

## Festivités
Moreda de Aller organise chaque année le 11 novembre la fête de los Humanitarios, la fête folklorique et culturelle de la Saint Martin qui a été déclarée d'intérêt touristique national,. La société des humanitaires, outre la défense des intérêts des éleveurs et des commerçants octroyaient des actions humanitaires auprès des plus démunis, il convient de mentionner la construction du système d'égouts de Moreda et Caborana et la conservation des coutumes populaires . La fête de San Antonio de Piñeras, le dernier dimanche du mois d'août et la romería de Miralles le 8 septembre. On célèbre aussi plusieurs foires au bétail à Cabañaquinta, notamment celle del Rosario le premier vendredi d'octobre, celle du Mercaón à la Toussaint .

## Personnes illustres
- José Suárez, acteur espagnol est un enfant du pays.
- José Campo Castañón, poète, écrivain et homme de lettres, né le 21 juin 1921, décédé le 16 mai 1992[13].
- Graciano García García, journaliste[14].
- Rosa María Lobo, chanteuse[15].
- Luis Noé Fernández Fernández,(Moreda 1955-Oviedo 2008). Homme d'affaires, il ouvre sa propre chaîne alimentaire, Alimerka[16],[17].

## Quartiers
- La Casanueva
- La Tejera